# Drittes Deutschland

Deutschlandkonzepte 1848–1867: Pläne und Verfassungen in Deutschland

Als Drittes Deutschland werden eine Reihe von deutschen Staaten vor allem in der Zeit des Deutschen Bundes (1815–1866) bezeichnet. Gemeint sind größere und etwas weniger große Mitgliedstaaten, die so genannten Mindermächte oder „Mindermächtigen“, die ab 1806 neben den Großmächten Preußen und Österreich versuchten, eine gemeinsame Politik zu betreiben. Die größeren Staaten, besonders die Königreiche Bayern, Hannover, Sachsen und Württemberg, nannte man auch die Mittelstaaten.
Eine gemeinsame Politik scheiterte meistens an den Gegensätzen zwischen diesen Staaten. Einige neigten mehr Österreich, andere eher Preußen zu. Vor allem wollten sie ihre Eigenständigkeit bewahren. Daher waren sie misstrauisch gegenüber dem größten unter ihnen, Bayern. Preußen bemühte sich wiederum, etwa im Reformplan von 1866, zusammen mit Bayern die Führung im Deutschen Bund zu übernehmen.
Die Frage eines Dritten Deutschlands erübrigte sich im Vorfeld der Reichsgründung, d. h. im Verlauf der Entstehung des gemeinsamen Bundesstaates 1867–1871. Preußen dominierte das Deutsche Kaiserreich, während Österreich aus Deutschland herausgedrängt wurde.

## Hintergründe
Zentrale Ursache für die Entstehung der Idee eines „dritten Deutschland“ war die Herausbildung des preußisch-österreichischen Dualismus im 18. Jahrhundert. Im Mittelpunkt standen dabei die Befürchtungen der kleineren Reichsstände, zu einer reinen Verfügungsmasse der beiden Großmächte zu werden. Ansätze zur Zusammenarbeit scheiterten aber vor allem am konfessionellen Gegensatz, dem Widerstand der Kurfürsten sowie der großen Reichsstände.

Deutscher Bund 1815–1866

Von größerer Bedeutung war das Konzept des Dritten Deutschland während des 19. Jahrhunderts. Eine Voraussetzung für das Entstehen eines zumindest theoretisch handlungsfähigen „Dritten Deutschland“ neben und im Zweifelsfall gegen die beiden Großmächte Preußen und Österreich war die Entstehung von leistungsfähigen mittleren Staatsgebilden. Dazu trug die schrittweise erfolgte Auflösung des Heiligen Römischen Reiches Deutscher Nation zwischen 1803 und 1806 erheblich bei. Der Reichsdeputationshauptschluss von 1803 führte zur Säkularisation der bisherigen geistlichen Reichsstände und zur Mediatisierung der meisten kleineren weltlichen Reichsstände. Diese Territorien gingen in den Besitz der größeren Länder über, die ihr Gebiet damit teilweise erheblich vergrößern konnten. Auch im Zuge der Bildung des Rheinbundes wurde noch einmal eine Reihe kleinerer Herrschaften und Reichsritterschaften mediatisiert. In unmittelbaren Zusammenhang mit dessen Gründung kam es zur Auflösung des Heiligen Römischen Reiches und zur offiziellen Souveränität der verbleibenden mindermächtigen deutschen Staaten. Der französisch dominierte Rheinbund wurde während der napoleonischen Vorherrschaft in Deutschland zur Organisation der Staaten außerhalb Preußens und Österreichs; eine eigenständige Politik konnte er freilich nicht entfalten.
Vor allem nach dem Ende der territorialen Veränderungen innerhalb Deutschlands auf dem Wiener Kongress begannen die Ideen vom „Dritten Deutschland“ eine nennenswerte Rolle zu spielen. Zum Kern des dritten Deutschlands zählten seitdem vor allem die nun territorial teils stark vergrößerten Mittelstaaten Baden, Bayern und Württemberg. In Baden hatte sich die Staatsfläche zwischen 1802 und 1810 etwa vervierfacht, in Württemberg immerhin verdoppelt. Deutlich gewachsen war auch die Bevölkerung. Hinzu kam außerdem das geschwächte Sachsen. Vor allem mit Blick auf die konstitutionellen Monarchien Baden, Bayern und Württemberg ergaben sich auch hinsichtlich des grundlegenden Staatsaufbaus erhebliche Unterschiede zu den verfassungslosen Großstaaten Österreich und Preußen.

## Entwicklung
Während der Existenz des Deutschen Bundes gab es mehrfach Phasen, in denen sich eine engere Zusammenarbeit dieser Staaten zur Verteidigung ihrer Interessen abzeichnete. In dieser Zeit kam dafür auch der Name „Trias“ auf. Nach der Gründung des deutschen Bundes wurde zunächst Württemberg mit Karl August von Wangenheim treibende Kraft. Einen ersten Aufschwung erlebte die Triasidee nach dem Erlass des preußischen Zollgesetzes von 1818. Vor allem die Nachbarstaaten befürchteten auf Grund des Drucks Preußens, sich dem preußischen Zollgebiet anzuschließen, um ihre Souveränität. Bayern regte dagegen einen süddeutschen Zollverein an. Tatsächlich kam es zwischen Bayern, Baden, Württemberg, Hessen-Darmstadt sowie den thüringischen Staaten zum Abschluss eines Zollvorvertrages. Mit der Hoffnung auch auf ein politisches Gegengewicht zu Preußen und Österreich wurde diese Entwicklung von Frankreich unterstützt. Gescheitert ist das Vorhaben an der Furcht vor einer Übermacht Bayerns und an unterschiedlichen wirtschaftspolitischen Interessen. Während das relativ hoch entwickelte Baden für Freihandel plädierte, wollte Bayern seine Wirtschaft durch Zollschranken schützen. Die Pläne wurden weitgehend aufgegeben, nur Bayern und Württemberg schlossen sich zu einem Zollverein zusammen.

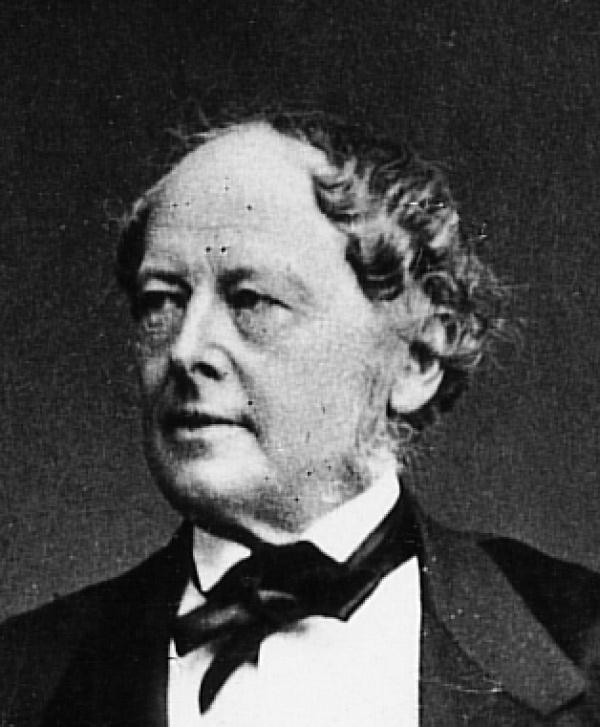
Friedrich Ferdinand von Beust

Nach der Revolution von 1848/49 erlebte die Triasidee noch einmal eine Phase gesteigerter Aufmerksamkeit. Sie war dabei einerseits gegen die kleindeutschen Unionspläne Preußens und andererseits gegen eine einfache Reaktivierung des Deutschen Bundes, wie sie Österreich forderte, gerichtet. Anhänger hatte die Triaslösung vor allem in Hannover, Bayern und Württemberg. Die programmatischen Impulse dafür lieferte der sächsische Ministerpräsident Friedrich Ferdinand von Beust. Im Februar 1850 kam es zum Abschluss des so genannten Vierkönigsbündnisses aus Bayern, Sachsen, Hannover und Württemberg. Zwar sprachen sich diese Staaten für eine Neubelebung des Deutschen Bundes aus, aber sie plädierten gleichzeitig für einschneidende Reformen und die Stärkung des bundesstaatlichen Charakters. Dazu gehörten eine Bundesregierung sowie eine Volksvertretung auf Bundesebene. Zeitweise schien, wenn auch eher aus taktischen Motiven, der österreichische Ministerpräsident Felix zu Schwarzenberg den Plänen zustimmen zu wollen. Auch in Preußen gab es Befürworter. Erst nach heftigen Auseinandersetzungen konnte sich Joseph von Radowitz mit seinen kleindeutschen Unionsplänen durchsetzen. Dem setzten die Mittelstaaten in der Folge erheblichen Widerstand entgegen; dies trug zum Scheitern der preußischen Hegemoniepläne nicht unerheblich bei. Allerdings blockierten sich die verschiedenen Ansätze gegenseitig, so dass es 1851 zur bloßen Wiederherstellung des deutschen Bundes kam.
Allerdings gab es weiterhin erhebliche Unterstützer einer Triaspolitik. Im Jahr 1854 kamen die Mittelstaaten auf der so genannten Bamberger Konferenz angesichts der Zusammenarbeit Preußens und Österreichs im Krimkrieg überein, ihre Außenpolitik ebenfalls zu koordinieren. Auch hielten sie an den gemäßigt liberalen Reformplänen für den Deutschen Bund fest. Ein Höhepunkt dieser Bemühungen war die Würzburger Konferenz von 1859. Treibende Kraft blieb von Beust, hinzu trat sein bayerischer Amtskollege Ludwig von der Pfordten. Einen weiteren Versuch in diese Richtung unternahm von Beust 1861. Alle Vorstöße in diese Richtung scheiterten stets am Widerstand Preußens und der Uneinigkeit im Dritten Deutschland selbst.
Ähnliche Entwicklungen gab es auch nach dem Ende des Bundes, als die süddeutschen Staaten bis zur Gründung des deutschen Kaiserreichs keinem übergeordneten Staatenbund mehr angehörten. Die süddeutschen Staaten hatten im Prager Frieden das ausdrückliche Recht erhalten, sich zu einem Südbund zusammenzuschließen (vgl. demgegenüber den Norddeutschen Bund). Dieser Plan scheiterte allerdings ebenso wie alle vorherigen Ansätze.